# 公顷
公顷（hectare）为面积的公制单位（国际单位），為國際單位制並用單位之一，常用於土地丈量。國際上，縮寫為ha；在中国大陆的法定缩写为hm²。此外，公頃也稱為（HA）。
- 1公顷 = 10 000 平方米 = 100米×100米
- 1公顷 = 100公亩（ares，公頃的英文字頭hect- 就是「一百」之意）
- 1公顷 = 15亩
- 1公顷 = 2.471 053 8英亩（acres）
- 1公顷 = 0.01平方公里
- 1公顷 = 16.276營造畝
- 1公頃 = 1.031034甲
- 1公頃 = 3025坪
- 100公顷 = 1平方公里
- 0.40468564公顷 = 1英亩
- 0.06666666公顷 = 1亩
- 0.01公顷 = 1公亩
- 0.0001公顷 = 1平方米
- 1公顷 = 100 000 000平方厘米

## 参看
- 国际单位 - 长度单位 - 时间长度比较 - 数量级 - 单位转换
- 平方公里 - 公頃 - 公畝 - 平方米 - 平方厘米 - 平方毫米